# Kyoung-ja Choo
Kyoung-ja Choo (추경자?; ...) è un'astronoma sudcoreana.
Il Minor Planet Center la accredita per la scoperta dell'asteroide 94400 Hongdaeyong, effettuata il 25 settembre 2001, in collaborazione con Young-Beom Jeon e Yun-Ho Park.
Lavora all'Università Nazionale di Kyungpook.